# Mezdra (gmina)
Mezdra (bułg. Община Мездра) – gmina w północno-zachodniej Bułgarii, w obwodzie Wraca.

## Miejscowości
Miejscowości wchodzące w skład gminy Mezdra:
- Bodenec (bułg.: Боденец),
- Brusen (bułg.: Брусен),
- Cakonica (bułg.: Цаконица),
- Carewec (bułg.: Царевец),
- Dołna Kremena (bułg.: Долна Кремена),
- Dyrmanci (bułg.: Дърманци),
- Elisejna (bułg.: Елисейна),
- Gorna Beszowica (bułg.: Горна Бешовица),
- Gorna Kremena (bułg.: Горна Кремена),
- Ignatica (bułg.: Игнатица),
- Kalen (bułg.: Кален),
- Krapec (bułg.: Крапец),
- Kreta (bułg.: Крета),
- Lik (bułg.: Лик),
- Lutibrod (bułg.: Лютиброд),
- Lutidoł (bułg.: Лютидол),
- Mezdra (bułg.: Мездра) – siedziba gminy,
- Morawica (bułg.: Моравица),
- Oczindoł (bułg.: Очиндол),
- Osełna (bułg.: Оселна),
- Oslen kriwodoł (bułg.: Ослен криводол),
- Rebyrkowo (bułg.: Ребърково),
- Ruska Beła (bułg.: Руска Бела),
- Staro seło (bułg.: Старо село),
- Tipczenica (bułg.: Типченица),
- Wyrbesznica (bułg.: Върбешница),
- Zlidoł (bułg.: Злидол),
- Zwerino (bułg.: Зверино).